# Christia australasica
Christia australasica är en ärtväxtart som först beskrevs av Anton Karl Schindler, och fick sitt nu gällande namn av M.S.Knaap-van Meeuwen. Christia australasica ingår i släktet Christia och familjen ärtväxter. Inga underarter finns listade i Catalogue of Life.